# Verbandsgemeinde Mendig
La comunità amministrativa di Mendig (Verbandsgemeinde Mendig) si trova nel circondario di Mayen-Coblenza nella Renania-Palatinato, in Germania.

## Comuni
Fanno parte della comunità amministrativa i seguenti comuni:
| Comune, città           | Sup. (km²) | Abitanti |
| ----------------------- | ---------- | -------- |
| Bell                    | 10,26      | 1 322    |
| Mendig, città           | 23,78      | 9 032    |
| Rieden                  | 9,10       | 1 158    |
| Thür                    | 8,26       | 1 485    |
| Volkesfeld              | 2,58       | 564      |
| Verbandsgemeinde Mendig | 53,98      | 13 561   |

(Abitanti al 31 dicembre 2021)